# Mohamed Seghir Saâdaoui
Mohamed Seghir Saâdaoui (en arabe : محمد صغير سعداوي), né le 2 septembre 1974 à Alger, est un haut fonctionnaire algérien. Depuis le 19 novembre 2024, il est ministre de l'Éducation nationale.

## Biographie
Il a décroché son baccalauréat en sciences naturelles en 1993, avant d’obtenir une licence en droit à l’Université de Tlemcen en 1997. Poursuivant son parcours académique dans le même établissement, il a obtenu un master en anthropologie en octobre 2001, un doctorat en sciences en février 2010, puis une habilitation universitaire en juin 2014.

## Fonctions
- Depuis novembre 2024 : Ministre de l'Éducation nationale.
- Conseiller auprès du Président de la République, chargé de l'éducation, de l'enseignement supérieur, de la formation professionnelle et de la culture[2].
- Président du Comité national de l'éducation, de la science et de la culture (UNESCO).
- Professeur de droit à l'Université de Béchar (2001 - 2023)[3].
- Directeur du laboratoire de recherche « Droit et Développement » - Université de Béchar[3].
- Membre du laboratoire « Crimes transfrontaliers » - Centre universitaire de Naâma.
- Responsable et membre de projets de recherche nationaux, dont :
  - Projet « L'industrie pharmaceutique nationale face aux exigences de la protection des droits de propriété industrielle » - Université de Béchar (2010).
  - Projet « Aménagement et urbanisme dans la législation algérienne ».
  - Projet PRFU « Réformes de la législation électorale et leur impact sur le développement de la performance des assemblées populaires élues ».
- Enseignant de sciences naturelles au lycée polyvalent de Tabelbala – Béni Abbès.